# 帕劳-德普莱加曼斯
帕劳-德普莱加曼斯，是西班牙加泰罗尼亚巴塞罗那省的一个市镇。总面积15平方公里，总人口14 454人（2013年），人口密度960人/平方公里。